# Мохаммед Болкиах
Принц Мохаммед Болкиах (род. 27 августа 1948) — член правящей брунейской династии. Министр иностранных дел и торговли Брунея (1 января 1984 — 22 октября 2015).

## Биография
Мухаммед Болкиах родился в 1948 году в Бандар-Брунее, столице протектората Бруней. Второй сын Омара Али Сайфуддина III (1916—1986), султана Брунея в 1950—1967 годах, и Пенгиран Анак Дамит. Его старший брат — ныне правящий султан Брунея Хассанал Болкиах (род. 1946).
Вместе со своими братьями и сестрами Мохаммед Болкиах получил начальное образование в Лапау (королевское церемониальное здание в Бандар-Сери-Бегаване).
29 сентября 1967 года принц Мохаммед Болкиах получил от своего отца, брунейского султана Омара Али Сайфуддина, титул Пенгиран Теменгонг, одну из традиционных должностей визирей Брунея.
В 1970 году султан Хассанал Болкиах пожаловал своему младшему брату Мохаммеду новый титул Пердан Вазир, главы традиционных визирей Брунея, «глаза и уши» правителя.

## Титулы и стили
- Его Королевское Высочество Принц Мохаммед Болкиах ибни Аль-Мархум Султан Сэр Омар Али Сайфуддин[1].

## Брак и дети
В августе 1970 года Мохаммед Болкиах женился на своей кузине, Пенгиран Анак Истери. Супруги имеют десять детей (пять сыновей и пять дочерей).

## Должности
Сразу же после обретения независимости Брунея 1 января 1984 года принц Мохаммед Болкиах был назначен министром иностранных дел и торговли, а также он носит звание главного визиря (пердан вазир) в султанском правительстве.
22 октября 2015 года после перестановки в кабинете министров принц Мохаммед был заменен своим старшим братом, султаном Хассаналом Болкиахом.

## Избранные труды
- Time and the River
- Remember, Remember… The 8th of December

## Награды
Принц Мохаммед Болкиах имеет следующие награды:

### Награды Брунея
- Кавалер Королевского семейного ордена Короны Брунея
- Кавалер Ордена Королевской семьи Брунея первого класса (1963)

### Награды Малайзии
- Великий командор Ордена Короны Джохора (Султанат Джохор)
- Кавалер Ордена Султана Ахмада Шаха Паханга (Султанат Паханг)
- Кавалер Ордена Кура Си Манджа Кини (Султанат Перак)

- Кавалер Ордена Султана Салахуддина Абдул Азиз Шаха (Султанат Селангор).

### Иностранные награды
- : Большой крест Ордена «За заслуги перед Федеративной Республикой Германия» (16 ноября 1985)
- : Большая лента Ордена Восходящего солнца (2009)[4]
- : Большой крест Ордена Золотое Сердце (31 июля 2007)
- : Большой крест Ордена «За дипломатические заслуги»
- : Большой крест Ордена Белого слона
- : Почётный кавалер Большого креста Ордена Святого Михаила и Святого Георгия (17 сентября 1998)
- : Почётный командор Королевского Викторианского ордена (29 февраля 1972).